# Alaura Eden
Alaura Eden (San Francisco, 13 giugno 1977) è un'ex attrice pornografica statunitense.

## Biografia
Alaura si è diplomata alla Redwood High School di Larkspur, nel 1995.
Ha poi mosso i suoi primi passi nell'industria pornografica agli inizi del 2001 all'età di 23 anni. È apparsa in alcuni film amatoriali-professionali come Deep Inside Dirty Debutantes #46, il suo primo film. Ha recitato prevalentemente in film gonzo e in alcuni lungometraggi con trama. Nel 2003 ha ricevuto una nomination come Best New Starlet agli AVN.
Alaura è stata anche conduttrice di The Nooner, il primo sex show interattivo ad andare in onda sulla TV via cavo, con Dez, il suo fidanzato. The Nooner è andato in onda su Spice Live Network.
Nel 2004, ha cominciato a produrre e co-dirigere film con Dez (la serie Dez's Dirty Weekend).
Alaura è apparsa in più di 300 film. È conosciuta soprattutto per le sue interpretazioni in scene lesbo, anal e di doppie penetrazioni.
Nel 2006 ha deciso di ritirarsi dal mondo del porno.

## Filmografia
- Gapes of Wrath (2000)
- A Train 5 (2002)
- Asian Divas 2 (2002)
- Asian Dolls Uncut 16 (2002)
- Ass Worship 3 (2002)
- Aztec Dagger (2002)
- Bella's Perversions 1 (2002)
- Black Cravings 8 (2002)
- Blowjob Fantasies 18 (2002)
- Buffy Malibu's Nasty Girls 28 (2002)
- Chasing The Big Ones 15 (2002)
- Chica Boom 14 (2002)
- Cum Drippers 3 (2002)
- Deep Inside Dirty Debutantes 46 (2002)
- Deep Throat This 4 (2002)
- Dorm Room Fantasies (2002)
- Dripping Wet Sex 5 (2002)
- Fast Times at Deep Crack High 7 (2002)
- Filthy Little Whores 7 (2002)
- First Time on Porn 1 (2002)
- First Time on Porn 3 (2002)
- Foot Traffic 5 (2002)
- French Kiss: Phoenix Rising (2002)
- Fresh Butts and Natural Tits 2 (2002)
- Girls Club (2002)
- Group Thing 2 (2002)
- Hooray For Hollywood (2002)
- Hot Bods And Tail Pipe 23 (2002)
- Hot Latin Pussy Adventures 23 (2002)
- I Swallow 22 (2002)
- Internal Explosions 1 (2002)
- International Flavors (2002)
- Killer Pussy 14 (2002)
- Lessons In Cum 2 (2002)
- Lewd Conduct 14 (2002)
- Mamacitas 1 (2002)
- Mr. Nasty's POV (2002)
- Nasty Girls Video Road Show (2002)
- No Man's Land 37 (2002)
- Not That Innocent (2002)
- Oral Adventures of Craven Moorehead 13 (2002)
- Over 18 Video Magazine 8 (2002)
- Perverted Stories 35 (2002)
- Pussyman's Shaving Starlets 3 (2002)
- Rapid Fire 2 (2002)
- Road Snatch (2002)
- Serpent's Secret (2002)
- Sex Toys 5 (2002)
- Smokin' In The Girls Room 1 (2002)
- Specs Appeal 7 (2002)
- Teacher's Pet 3 (2002)
- Teen Patrol 1 (2002)
- Tijuana Detective (2002)
- Tits and Ass 2 (2002)
- Totally Natural 1 (2002)
- Truly Nice Ass 2: Rack in the Back (2002)
- Try-a-teen 15 (2002)
- Two In The Seat 1 (2002)
- Whoriental Sex Academy 4 (2002)
- Who's Your Daddy 1 (2002)
- Wild College Coeds 2 (2002)
- World Class Ass 2 (2002)
- Young Dumb and Full of Cum 9 (2002)
- Young Latin Girls 1 (2002)
- A2M 2 (2003)
- Alaura Eden's Stocking Tease (2003)
- Amateur Angels 13 (2003)
- Anal Addicts 13 (2003)
- Anal Trainer 3 (2003)
- Ashton's Auditions 1 (2003)
- Ass Slaves (2003)
- Asseaters Unanimous 1 (2003)
- ATM Machine 1 (2003)
- Backseat Driver 18 (2003)
- Backside Story (2003)
- Beauty Within (2003)
- Blow Me Sandwich 1 (2003)
- Border Trash (2003)
- Break The Chains (2003)
- Breakin' And Entering' (2003)
- Butt Cream Pie 1 (2003)
- Candy's Cock Show (2003)
- Creamed 1 (2003)
- Cum Dumpsters 2 (2003)
- Cum Dumpsters 3 (2003)
- Cumstains 1 (2003)
- Cynara's Dream Scenes (2003)
- Deepthroat Virgins 6 (2003)
- Desperately Seeking Cindy (2003)
- Fantastic Fetish (2003)
- Finally Legal 7 (2003)
- Flesh Cravers (2003)
- Girls Gone Cock Wild 1 (2003)
- Hot and Spicy Latinass 1 (2003)
- Hot Bods And Tail Pipe 27 (2003)
- Hot Showers 11 (2003)
- Inch Freaks 1 (2003)
- International Tushy (2003)
- Javinah Monologues (2003)
- Jenna's Harem (2003)
- Latin Coeds Gone Crazy (2003)
- Latin Newcummers 3 (2003)
- Lesbian Fetish Fever 2 (2003)
- Lessons In Lust 2 (2003)
- Mamacita Beataz (2003)
- Masterpiece (2003)
- Maximum Hard 1 (2003)
- Meat Pushin In The Seat Cushion 1 (2003)
- Naughty Bedtime Stories 2 (2003)
- Nut Busters 1 (2003)
- Nut Busters 2 (2003)
- On Location With Simon Wolf's Naughty Bedtime Stories 2 (2003)
- Punch Club (2003)
- Pussy Foot'n 8 (2003)
- Pussyman's American Cocksucking Championship 11 (2003)
- Quality Time (2003)
- Sex Across America 9 (2003)
- Sex with Young Girls 3 (2003)
- Stop My Ass Is On Fire 10 (2003)
- Strictly BusinASS (2003)
- Strip Tease Then Fuck 2 (2003)
- Summer Girlz Spanked (2003)
- Tease Me with Your Toys (2003)
- Teen Spirit 3 (2003)
- Ten Wet Girls (2003)
- Toe Licking Lesbians 3 (2003)
- Totally Natural Nymphos 3 (2003)
- When The Boyz Are Away The Girlz Will Play 12 (2003)
- Wherehouse Pussy The Fall Of Sanchez (2003)
- XXX Rated 1 (2003)
- All Natural Beauties (2004)
- Anal Bandits 1 (2004)
- Anal Excursions 1 (2004)
- Aria's Evil Sex Garden (2004)
- Art Of Anal 1 (2004)
- Art Of Anal Group Sex (2004)
- Art Of Oral Group Sex (2004)
- Asian Hoze 2 (2004)
- Assfensive 1 (2004)
- Backdoor Whores (2004)
- Bad Ass Biker Girls (2004)
- Behind the Scenes of Dripping Wet Sex 2 (2004)
- Brittany Andrews Smoking Sirens (2004)
- Dark Haired Divas (2004)
- Dez's Dirty Weekend 1 (2004)
- Dez's Dirty Weekend 2: Lake Havasu (2004)
- Dirty Little Devils 1 (2004)
- Eye Candy 1 (2004)
- Feeding Frenzy 6 (2004)
- Footage (2004)
- Gauge Unchained (2004)
- I Got Banged 2 (2004)
- In Sex (2004)
- Innocent Desires (2004)
- JKP All Asian 2 (2004)
- JKP All Asian 3 (2004)
- Knocturnal's Uncensored Record Release Party 2 (2004)
- Krystal Method (2004)
- Leatherbound Dykes From Hell 23 (2004)
- Leatherbound Dykes From Hell 24 (2004)
- Lipstick Lesbians 1 (2004)
- Lipstick Lesbians 2 (2004)
- Midnight Caller (2004)
- Naughty Tight Bottoms  (2004)
- Powershots 1 (2004)
- Sexz In The City (2004)
- Smoking Butts 3 (2004)
- Spank Me Please 1 (2004)
- Take That Deep Throat This 1 (2004)
- We Swallow 5 (2004)
- Wild On X 2 (2004)
- Young Fuckers 6 (2004)
- 2 Hot To Handle 3 (2005)
- Adventures of Be the Mask 2 (2005)
- Adventures of Be the Mask 3 (2005)
- Adventures of Be the Mask 4 (2005)
- Amateur Endzone (2005)
- Art of Interracial Group Sex (2005)
- Babes.Tv 1 (2005)
- Babes.TV 4 (2005)
- Dez's Dirty Weekend 3: Dezert Storm (2005)
- Fashion Models Gone Bad 1 (2005)
- Flesh Hunter 8 (2005)
- Internal Pop Shots (2005)
- Jailbait 1 (II) (2005)
- Tight and Fresh 1 (2005)
- Top Ten Hottest Women (2005)
- Wank On Me (2005)
- American Amateurs 1 (2006)
- Butt Sluts 2 (2006)
- Contract Killers (2006)
- Naughty Girls 1 (2006)
- Skin: Monica Mayhem (2006)
- Suck It Til It Pops (2006)
- You Got Fucked (2006)
- Young Chicks Big Dicks (2006)
- I Dream of Jenna 2 (2007)
- In Your Dreams (2007)
- Manuel Ferrara Fucks Them All (2007)
- Tainted Teens 4 (2007)
- Yummy (2007)
- Hotley Crew (2008)
- There's Something About Mari (2008)
- Club Jenna: The Anal Years (2009)
- POV Blowjobs 2 (2009)
- Group Sluts (2010)
- Real Porn Auditions 2 (2010)
- I Was Young, Broke And Desperate... So I Did It (2011)
- Race Relations 5 (2011)
- Rim Jobbers (2012)
- Double Teaming (2014)